# فریدرایشسبرون
فریدرایشسبرون (به آلمانی: Friedrichsbrunn) یک منطقهٔ مسکونی در آلمان است که در تاله واقع شده‌است. فریدرایشسبرون ۱٬۰۳۸ نفر جمعیت دارد.